# Russel Mwafulirwa
Russel Mwafulirwa (ur. 24 lutego 1983 roku w Zomba) – malawijski piłkarz występujący na pozycji napastnika.

## Kariera
Mwafulirwa zaczął karierę w juniorach Silver Strikers w Malawi. W 2001 roku przeszedł do Big Bullets, a w 2002 roku do Jomo Cosmos FC. Po czterech latach spędzonych w tymże klubie pozyskał go klub Ajax Kapsztad w styczniu 2006 roku. W lipcu 2008 został sprzedany do szwedzkiego IFK Norrköping. Następnie ponownie grał w Jomo Cosmos oraz w IK Sleipner i Mzuzu University FC, w którym w 2016 zakończył karierę.

## Kariera reprezentacyjna
W reprezentacji Malawi wystąpił 42 razy i strzelił 9 goli.
Został powołany przez Kinnaha Phiriego na Puchar Narodów Afryki 2010.
Strzelił gola na 1:0 w wygranym 3:0 sensacyjnie meczu z Algierią.